# アンバサ
アンバサ（Ambasa）は、日本コカ・コーラから発売されている乳性炭酸飲料である。
北九州コカ・コーラボトリングの提案により開発された商品で、1981年当該地域で200mlのリターナブル瓶入り製品が発売され、翌1982年に缶入り製品が全国発売、一部地域では北九州同様瓶入りも発売された。この製品は、当時人気を誇ったカルピスソーダやスコールの競合品として生み出され、サワーホワイト、パインアップル、メロンのフレーバーが発売された。このうち、サワーホワイトについては1984年5月から韓国でも発売された。1980年代後半になると取り扱いボトラーも減り、一部地域での販売となった。1991年には、その年に大ヒットしたカルピスウォーターの人気にあやかってホワイトウォーターを発売した。出足は順調だったがカルピスの牙城を崩すまでには至らず、ポストミックスで細々と売られる状態が長い間続いた。
2003年以降、コンビニエンスストアや一部地域で販売が徐々に再開され、2013年頃にはアンバサブランドを冠する製品が再び全国で見られるようになった。
日本コカ・コーラの公式サイトには一切製品情報が掲載されていない製品でもあるが、2021年よりQooブランドに合流（統合）した。2025年には、ファンタのフレーバーの一つとしてローソン限定で発売された。

## 製品の種類

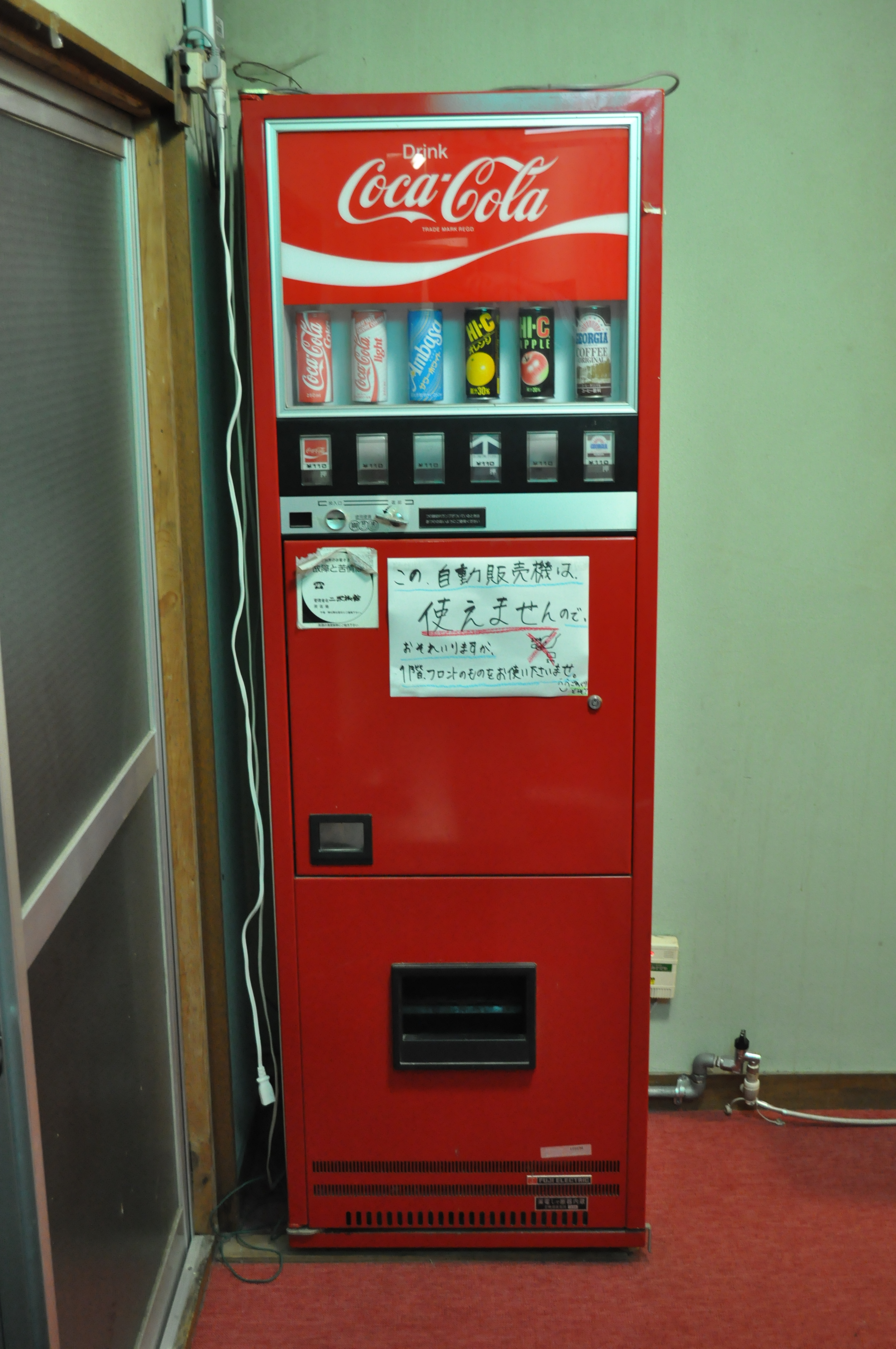
自販機の250ml缶サワーホワイト（左から3つ目）

サワーホワイト
初代デザイン
200mlリターナブル瓶、300mlワンウェイ瓶、250ml缶、350ml缶（四国限定）が販売された。1993年頃販売終了。
2003年に「復刻缶 クラシックデザイン」として490mlボトル缶（セブンイレブン限定）を販売。
2005年発売デザイン
主に490mlボトル缶と300mlボトル缶が流通していた。350ml缶は沖縄のみの販売。
2006年発売デザイン
当初は490mlボトル缶、300mlボトル缶、280ml缶（四国限定）での発売、その後490mlボトル缶は販売終了。
2009年販売者をコカ・コーラ カスタマーマーケティングに変更したと同時に、内容・成分を変更し、100mlあたりのエネルギーが以前の100ml/54kcalから52kcalになった。
各地で販売されている容器･容量がまちまちである。また、缶製品とペットボトル製品は原材料および味設計が一部異なる。

- 北海道 - 300mlボトル缶→350ml缶→270mlPET→270mlPET・350ml缶→350ml缶
- みちのく - 300mlボトル缶→2015年自社生産のスコールに移行→2021年販売再開（後述）
- 仙台 - 300mlボトル缶
- 関東・中部 - 300mlボトル缶→休止（ホワイトウォーターに切替）→2010年300mlボトル缶販売再開→2015年500mlPET発売
- 北陸 - 300mlボトル缶→350ml缶
- 四国 - 280ml缶→休止（ホワイトウォーターに切替）→2012年350ml缶発売、2013年500mlPET発売→2015年休止（500mlPETは前年発売のホワイトウォーターに移行、350ml缶は自社生産のスコールに移行）
- 近畿・中国・九州 - （不明）→休止→2013年500mlPET発売→休止（2014年委託販売品のスコールに移行）
- 沖縄 - 350ml缶（四国製）→休止（→2015年スコール発売開始） 　

2021年にみちのくエリアで販売再開された490mlボトル缶・250ml缶からQooのロゴが加わった。
　その後9月に北海道の公式通販で発売中の350ml缶が同様のパッケージで『アンバサ サワーホワイト FROM Qoo』と表記されている。
　北陸エリアでは2021年8月頃までは500mlPET・350ml缶が初代パッケージをベースにした製品が販売されていたが、9月頃から北海道・みちのく同様Qoo表記のあるパッケージに切り替わっている。
パインアップル
200mlリターナブル瓶、300mlワンウェイ瓶、250ml缶が販売された。
メロン　
200mlリターナブル瓶、250ml缶が販売された。
ホワイトウォーター
初代・1991年発売デザイン
250g缶、350g缶、1500mlペットボトルが販売された。
2009年発売デザイン
350g缶のみ。北陸・東北・北海道では未発売。
2014年発売デザイン
500mlPETのみ。パッケージデザインは3種類。四国限定発売（生産は委託工場が担当）。
いちごウォーター
1992年発売。350ml缶のみ。